# Cénozoïque
Stratigraphie
Mésozoïque
Le Cénozoïque est la troisième ère géologique du Phanérozoïque et la plus récente sur l'échelle des temps géologiques. Débutant il y a 66 millions d'années,, après l'extinction du Crétacé, il est précédé par le Mésozoïque et se poursuit de nos jours.

## Étymologie
Cénozoïque signifie littéralement « Nouvelle Vie » ou                   « Nouvel animal » et provient du grec ancien. Il est composé du préfixe καινός / kainos pour « neuf » ; « nouveau » ainsi que du suffixe ζωικός / zôikós pour  « être vivant » ; « animal ».

## Subdivisions
Le Cénozoïque se divise en trois périodes géologiques : 
- le Paléogène, lui-même subdivisé en Paléocène, Éocène et Oligocène ;
- le Néogène, lui-même subdivisé en Miocène et Pliocène ;
- le Quaternaire, lui-même subdivisé en Pléistocène et Holocène.

Historiquement, le Cénozoïque a été divisé en Ère tertiaire et Ère quaternaire. Bien que la Commission internationale de stratigraphie ait proposé d'étendre le Néogène jusqu'à nos jours en y incluant le Pléistocène et l'Holocène, The geologic time scale - 2012 maintient ces deux époques géologiques dans le Quaternaire. Tant que la proposition de création de l'Anthropocène n'est pas retenue, l'Holocène correspond à l'actuelle époque géologique.

### Le Paléogène
Le Paléogène s'étend de l'extinction des dinosaures, il y a 66 millions d'années, à l'aube du Néogène, il y a 23,03 millions d'années. Il comprend trois époques : le Paléocène, l'Éocène et l'Oligocène.

#### Paléocène
Le Paléocène dure de 66 millions à 56 millions d'années. Les mammifères placentaires modernes sont apparus à cette époque. La dévastation causée par l'extinction Crétacé-Paléogène (ou extinction K-Pg) a entraîné l'extinction des grands herbivores, ce qui a permis la propagation de forêts denses mais généralement pauvres en espèces,. Les continents ont commencé à prendre leur forme moderne, mais tous les continents et le sous-continent indien étaient séparés les uns des autres. L'Afro-Eurasie était séparée par la Téthys, et les Amériques étaient séparées par le détroit de Panama, car l'isthme ne s'était pas encore formé. Cette époque se caractérise par une tendance générale au réchauffement, les jungles finissant par atteindre les pôles. Les océans étaient dominés par les requins, les grands reptiles qui avaient autrefois prédominé s'étant éteints. Des mammifères archaïques peuplaient le monde, comme les créodontes (carnivores éteints, sans rapport avec les carnivores existants).

#### Éocène
L'Éocène s'étend de 56 millions d'années à 33,9 millions d'années. Au début de cette époque, les espèces vivant dans des forêts denses n'ont pas pu évoluer vers des formes plus grandes, comme au Paléocène. Tous les mammifères connus pesaient moins de 10 kg. Au sommet des chaînes alimentaires se trouvaient d'énormes oiseaux, comme le Paracrax. La température était de 30 °C avec un faible gradient de température d'un pôle à l'autre. Au milieu de l'Éocène, le courant circumpolaire et antarctique entre l'Australie et l'Antarctique s'est formé. Cela a perturbé les courants océaniques dans le monde entier et a provoqué un effet de refroidissement global, réduisant les jungles. Cela a permis aux mammifères d'atteindre de très grandes tailles. Les mammifères comme Andrewsarchus étaient au sommet de la chaîne alimentaire. L'Éocène supérieur a vu la renaissance des saisons, ce qui a entraîné l'expansion de zones ressemblant à des savanes, ainsi que l'évolution des graminées,. La fin de l'Éocène a été marquée par la Grande Coupure Éocène-Oligocène.

#### Oligocène
L'Oligocène s'étend de 33,9 millions à 23,03 millions d'années. Cette époque a été marquée par l'expansion des prairies, qui a entraîné l'apparition de nombreuses espèces nouvelles, dont les premiers éléphants, félinés, caninés et bien d'autres espèces encore présentes aujourd'hui. De nombreuses autres espèces de plantes ont également évolué au cours de cette période. Une période de refroidissement caractérisée par des pluies saisonnières était encore en vigueur. Les mammifères continuaient à devenir de plus en plus gros.

### Le Néogène
Le Néogène s'étend de 23,03 millions à 2,58 millions d'années. Il comprend deux époques : le Miocène et le Pliocène.

#### Miocène
Le Miocène, qui s'étend de 23,03 à 5,333 millions d'années, est une période au cours de laquelle les graminées se sont répandues et ont dominé une grande partie du monde, au détriment des forêts. Les forêts de varech se sont développées, favorisant l'évolution de nouvelles espèces, telles que les loutres de mer. Pendant cette période, les périssodactyles ont prospéré et ont évolué en de nombreuses variétés différentes. Les singes ont évolué en 30 espèces. La Téthys s'est finalement fermée avec la création de la péninsule arabique, ne laissant que des vestiges comme les mers Noire, Rouge, Méditerranée et Caspienne. Cela a augmenté l'aridité. De nombreuses nouvelles plantes sont apparues, 95 % des plantes à graines modernes ont évolué au milieu du Miocène.

#### Pliocène
Le Pliocène a duré de 5,33 à 2,58 millions d'années. Cette époque a connu des changements climatiques spectaculaires, qui ont finalement donné naissance à des espèces modernes de faune (comme le chat) et de flore. La mer Méditerranée s'est asséchée pendant plusieurs millions d'années (car les périodes glaciaires ont réduit le niveau des mers, déconnectant l'Atlantique de la Méditerranée, et les taux d'évaporation ont dépassé les apports des rivières). L'australopithèque évolue en Afrique, marquant le début de la branche humaine. L'isthme de Panama s'est formé et les animaux ont migré entre l'Amérique du Nord et l'Amérique du Sud pendant le grand échange faunique interaméricain, causant des ravages sur les écologies locales. Les changements climatiques ont apporté des savanes qui continuent de s'étendre à travers le monde, les moussons indiennes, les déserts en Asie centrale et les débuts du désert du Sahara. La carte du monde n'a pas beaucoup changé depuis, à l'exception des modifications apportées par les glaciations du Quaternaire, comme les Grands Lacs, la baie d'Hudson et la mer Baltique,.

### Le Quaternaire
Le Quaternaire s'étend d'il y a 2,58 millions d'années à aujourd'hui et constitue la période géologique la plus courte de l'éon phanérozoïque. Elle se caractérise par des animaux modernes et des changements climatiques spectaculaires. Il est divisé en deux époques : le Pléistocène et l'Holocène.

#### Pléistocène

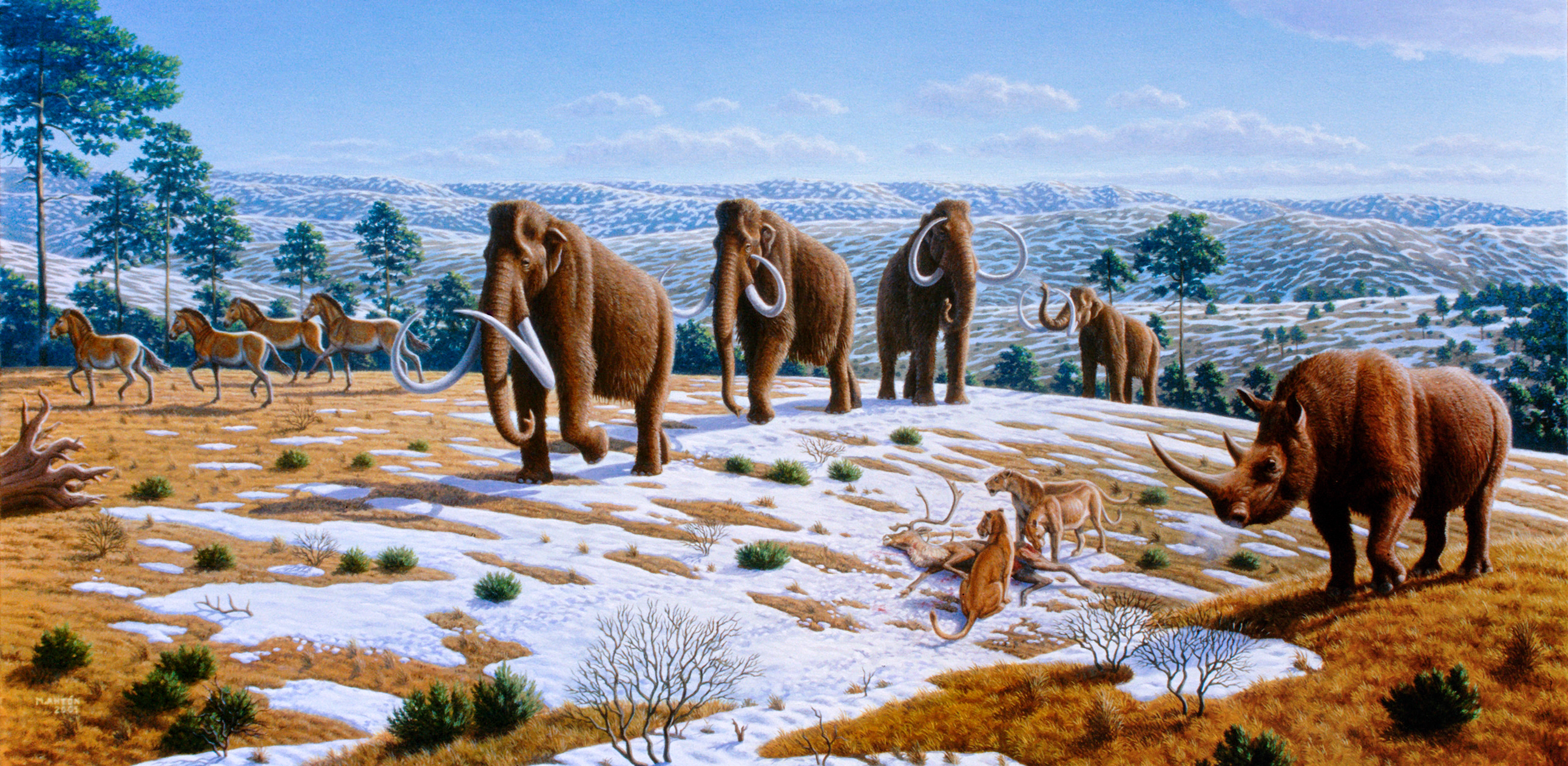
Mégafaune du Pléistocène en Europe (mammouths, lions des cavernes, rhinocéros laineux, rennes, chevaux).

Le Pléistocène a duré de 2,58 millions d'années à 11 700 ans. Cette époque a été marquée par des périodes glaciaires résultant de la tendance au refroidissement qui a débuté à l'Éocène moyen. Il y a eu au moins quatre périodes de glaciation distinctes, marquées par l'avancée des calottes glaciaires dans les zones montagneuses. Pendant ce temps, l'Afrique a connu une tendance à la dessiccation qui a entraîné la création des déserts du Sahara, du Namib et du Kalahari. De nombreux animaux ont évolué, notamment les mammouths, les paresseux géants, les loups sinistres, les machairodontinés et surtout, l'Homo sapiens. Il y a 100 000 ans, la fin de l'une des pires sécheresses qu'ait connues l'Afrique a entraîné l'expansion des humains primitifs. À la fin du Pléistocène, une extinction majeure a éliminé une grande partie de la mégafaune mondiale, y compris certaines espèces d'hominidés, comme les Néandertaliens. Tous les continents ont été touchés, mais l'Afrique dans une moindre mesure. Elle conserve encore de nombreux grands animaux, comme les hippopotames.

#### Holocène
L'Holocène commence il y a 11 700 ans et dure jusqu'à aujourd'hui. Toute l'histoire enregistrée et « l'histoire de l'humanité » se situe dans les limites de l'époque holocène. On attribue à l'activité humaine une extinction massive qui a commencé il y a environ 10 000 ans, bien que les espèces disparues n'aient été enregistrées que depuis la révolution industrielle. On parle parfois de la « sixième extinction ». On cite souvent que plus de 322 espèces recensées se sont éteintes à cause de l'activité humaine depuis la révolution industrielle, mais le taux pourrait atteindre 500 espèces de vertébrés uniquement, la majorité d'entre eux ayant disparu après 1900.

## Paléogéographie
À l'échelle mondiale, le Cénozoïque achève la distribution des masses continentales héritées du cycle hercynien et de la dislocation de la Pangée. Il boucle un cycle de Wilson.
Dès la fin de l'Eocène, la séparation de l'Europe et de l'Amérique du Nord est effective dû à l'expansion de l'océan Atlantique. L'expansion océanique se ralentit durant l'Oligocène, avant de reprendre au cours du Miocène supérieur, à une vitesse de 2 à 4 cm par an. Ce mouvement entraîne un glissement de l'Eurasie vers le sud-est par rapport au bloc africain, ce qui entraîne une compression de la Téthys. Ensuite, l'Inde emboutit l'Eurasie pendant le Miocène, provoquant la surrection de l'Himalaya, la mer Rouge se dessine durant la même période et l'isolement de la péninsule arabique du reste de l'Afrique s'amplifie pendant le Pliocène.
En Amérique du Nord, l'orogénèse provoque le rétrécissement du domaine des Caraïbes et la surrection de la Sierra Nevada et des Coast Ranges. En Amérique du Sud, les Andes subissent une évolution comparable.
Les continents continuent à dériver jusqu'à occuper leurs emplacements actuels. La séparation du Gondwana se poursuit : l'Australie et la Nouvelle-Guinée se déplacent vers le nord, l'Antarctique vient se placer au pôle sud, l'océan Atlantique s'élargit. Plus récemment, l'Amérique du Sud se rattache à l'Amérique du Nord.

## Climat
Les climats ont beaucoup évolué au cours du Cénozoïque. Il y a eu une modification de l'axe des pôles et surtout une extension des glaciations, qui caractérise le Cénozoïque. D'importants changements interviennent pendant le Paléogène.
Au début, les climats étaient de type tropical humide dans les zones tempérées actuelles, puis, à partir de l'Oligocène, une période de refroidissement commence. On considère qu'une ère glaciaire débute vers la limite entre l'Eocène et l'Oligocène.
Le Cénozoïque, à long terme, est une période de refroidissement global. Après l'ouverture du passage de Drake et le détachement de l'Australie de l'Antarctique durant l'Oligocène, le climat se refroidit sensiblement, le courant circumpolaire antarctique se met en place, qui apporte les eaux froides profondes de l'Antarctique en surface. Des conditions plus chaudes prévalent durant le Miocène. Quand l'Amérique du Sud est rattachée à l'Amérique du Nord par l'isthme de Panama, l'Arctique est refroidi par le renforcement du courant de Humboldt dans le Pacifique et du Gulf Stream dans l'Atlantique Nord.

## Faune
Le début et la période la plus récente du Cénozoïque sont marqués par deux extinctions massives :
- l'extinction Crétacé-Paléogène marquant la fin des dinosaures (dont les seuls descendants sont les oiseaux) et lors de laquelle les mammifères deviennent les espèces dominantes (à partir de quelques formes simples, elles se différencient en divers embranchements d'animaux terrestres, marins et aériens) ;
- l'extinction de l'Holocène.